# Lingese
Die Lingese ist ein ca. 7,35 km langer rechter Nebenfluss der Wupper, die hier im Oberlauf Wipper genannt wird. Der Bach entspringt zwischen den Erhebungen Heedberg und Arney auf 411 m Höhe bei dem Kiersper Ortsteil Höhlen und wird kurz darauf in einem Teich gestaut. Die Lingese durchfließt das kleine Naturschutzgebiet Höhlen (Kennung: MK-130, CDDA-Code: 318554) und unterquert im Ort Höhlen die Kreisstraße 44. Sie fließt anschließend in westliche Richtung durch das ca. fünf Hektar große Naturschutzgebiet Lingesetal (Kennung: MK-133, CDDA-Code: 318734) am Fuß der Erhebung Up der Platte vorbei. 
Im Naturschutzgebiet steht das Bachtal der stark mäandrierenden und naturnahen Lingese mit seinen Grünlandbereichen und Nasswäldern, hauptsächlich Bacherlen-Eschenwald, unter Schutz. Im Schutzgebiet erhält die Lingese zwischen den Orten Höhlen, Eickerhof und Oberhof Zufluss von dem Höhlensiepen, dem Eickerhofsiepen und dem Kampsiepen, sowie von zwei weiteren namenlosen Zuläufen.  
Ebenfalls im Naturschutzgebiet fließen von links die Klockendelle und der ca. 2,3 km lange Gelbe Ahbach hinzu. Ausgangs des Naturschutzgebietes erhält die Lingese in gleichnamigen Kiersper Ortsteil Lingese von rechts Zulauf von dem ca. 1,1 km langen Hottenschlaer Bach und bald darauf von dem Höckinghauser Bach. An der Stadtgrenze zu Marienheide bei Stöcken fließen die Stöcker Delle und die Eichholzer Delle hinzu, bei dem Marienheider Ortsteil Wernscheid von links der ca. 1,1 km lange Kattwinkeler Bach und der ca. 780 m lange Richelssiefen. Unmittelbar darauf wird die Lingese in der von 1897 bis 1899 errichteten Lingesetalsperre gestaut.
In der Talsperre bekommt die Lingese Zufluss von dem ca. 2,4 km langen Benninghauser Bach, dem Lingesiefen und der Linge Delle. Bei Schmitzwipper mündet die Lingese kurz darauf auf 317 m Höhe in der Wupper.